# Drapeau du Laos

Drapeau du Royaume du Laos (1952-1975)

Drapeau du Protectorat français du Laos (1893-1952)

Le drapeau du Laos est le drapeau national de la République démocratique populaire lao. Il a été adopté le 2 décembre 1975. L'actuel drapeau a d'abord été utilisé de 1945 à 1946 par le gouvernement indépendantiste Lao Issara. Il a ensuite été repris par l'organisation indépendantiste et communiste du Pathet Lao, qui en a finalement fait le drapeau national lors de sa prise du pouvoir et de la proclamation de la République.
Il est formé de trois bandes horizontales, les bandes supérieure et inférieure de couleur rouge, celle du milieu, de largeur double, de couleur bleue. Au centre se trouve un disque blanc dont le diamètre est égal à 4/5 de la hauteur de la bande bleue.
La couleur rouge représente le sang versé pour l'indépendance, et le bleu représente le Mékong, ou la santé du pays. Le disque blanc symbolise la Lune au-dessus du Mékong, ou l'unité du pays sous le gouvernement communiste.

## Précédent drapeau
De 1952 à la chute de la monarchie laotienne en 1975, le pays avait un drapeau rouge, frappé d'un éléphant tricéphale sur un piédestal de cinq marches et surmonté d'un parasol blanc. L'éléphant blanc est un symbole royal utilisé en Asie du Sud-Est, et ses trois têtes représentent ici les trois anciens royaumes de Vientiane, Luang Prabang et Champassak, à partir desquels le Laos fut formé. Le parasol blanc est également un symbole royal, trouvant ses origines dans le Mont Meru de la philosophie hindouiste. Le piédestal représente la loi, sur laquelle repose le pays.